# Witzenhausen
Witzenhausen – miasto w Niemczech, w kraju związkowym Hesja, w rejencji Kassel, w powiecie Werra-Meißner.

## Współpraca
Miejscowości partnerskie:
- Filton, Wielka Brytania – od 1978
- Kayunga, Uganda – od 2001
- St. Vallier, Francja – od 1975
- Vignola, Włochy – od 1995